# Jan Bleys
Johannes Coenraad (Jan) Bleijs, die werkte onder de naam Jan Bleys (Hoorn, 11 december 1868 – Amsterdam, 17 augustus 1952) was een Nederlands schilder, tekenaar en illustrator. Hij werd bekend als medeoprichter van de Berger Kunsthandel.

## Opleiding en werk

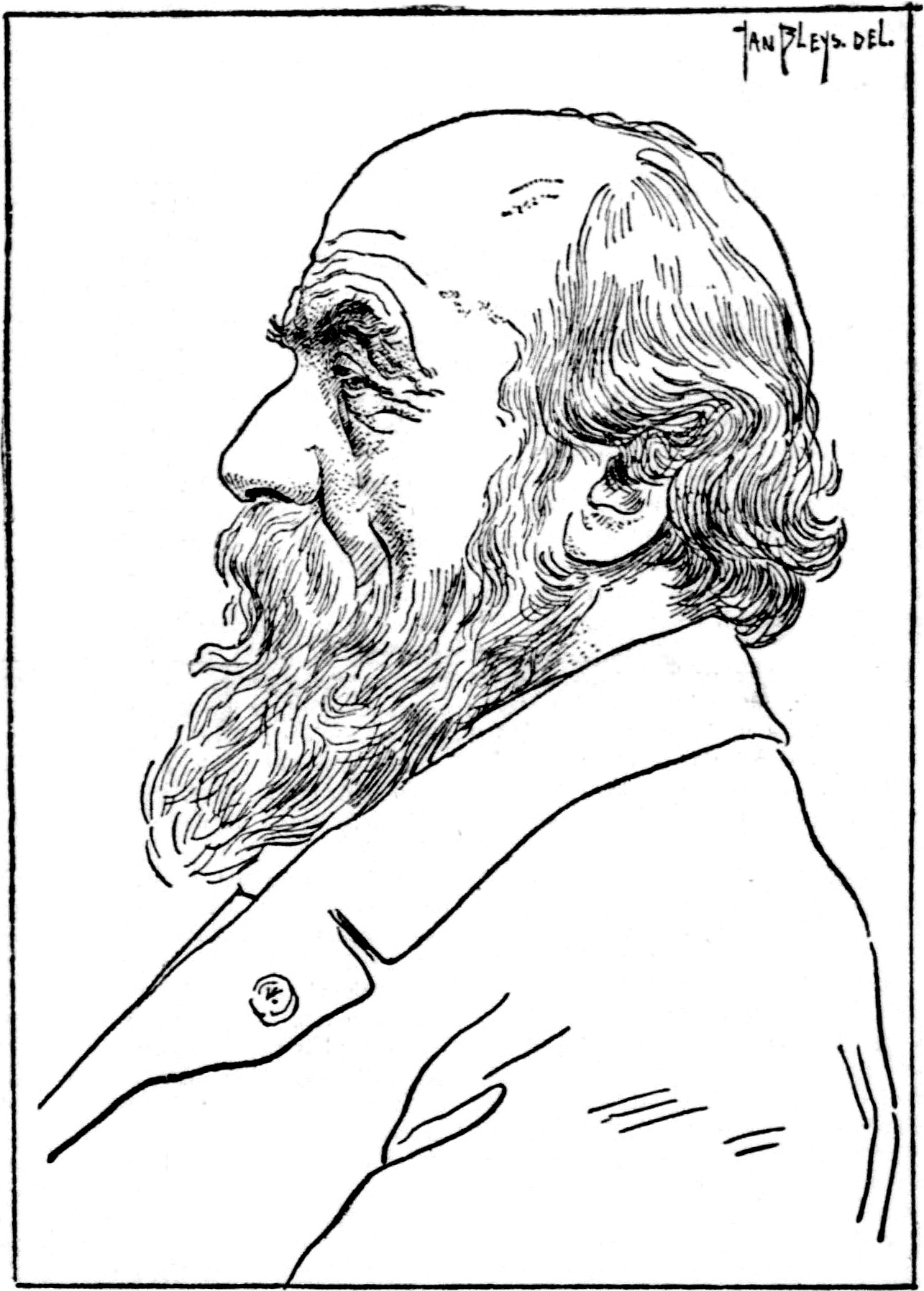
Portret van Pierre Cuypers, door Jan Bleys. Afkomstig uit De Telegraaf, zaterdag 14 maart 1903.

Bleys volgde een opleiding aan de Rijksakademie van beeldende kunsten te Amsterdam. In 1903 verhuisde hij naar Bergen. Met onder anderen Hendrik van Bloem, Johannes Graadt van Roggen en Gerrit van der Hoef richtte hij in 1907 de Berger Kunsthandel op. Van 1 mei 1907 tot 1 mei 1909 was hij secretaris van deze vereniging.
In 1925 verhuisde Bleys naar Amsterdam, waar hij lid was van vereniging Arti et Amicitiae.
Bleys schilderde en tekende figuurstukken, christelijk religieuze voorstellingen, landschappen en bloemstillevens. Ook illustreerde hij boeken en tijdschriften en tekende hij portretten voor De Telegraaf. Ook werden er prentbriefkaarten uitgebracht met zijn tekeningen. In 1909 exposeerde hij in de Berger Kunsthandel zijn regentenstuk voor het Huis van Achten.

## Persoonlijk
Hij is een zoon van de architect Adrianus Bleijs en een broer van de kunstschilder Adri Bleijs. Van 1893 tot 1935 was hij getrouwd met Aagje Gerrand. Het echtpaar kreeg negen kinderen. Hun zoon Cyr. A.M. Bleijs (1895-1976) werd ook kunstschilder.
Bleys overleed in 1952. Hij werd begraven op de Rooms-katholieke begraafplaats St. Barbara in Amsterdam.
- Biografisch Portaal: 80641330
- Digitale Bibliotheek voor de Nederlandse Letteren: bley015
- International Standard Name Identifier: 0000 0003 9158 1738
- Nederlandse Thesaurus van Auteursnamen: 070804117
- RKD-Nederlands Instituut voor Kunstgeschiedenis: 8991
- Union List of Artist Names: 500767147
- Virtual International Authority File: 285426731